# 國際法研究院

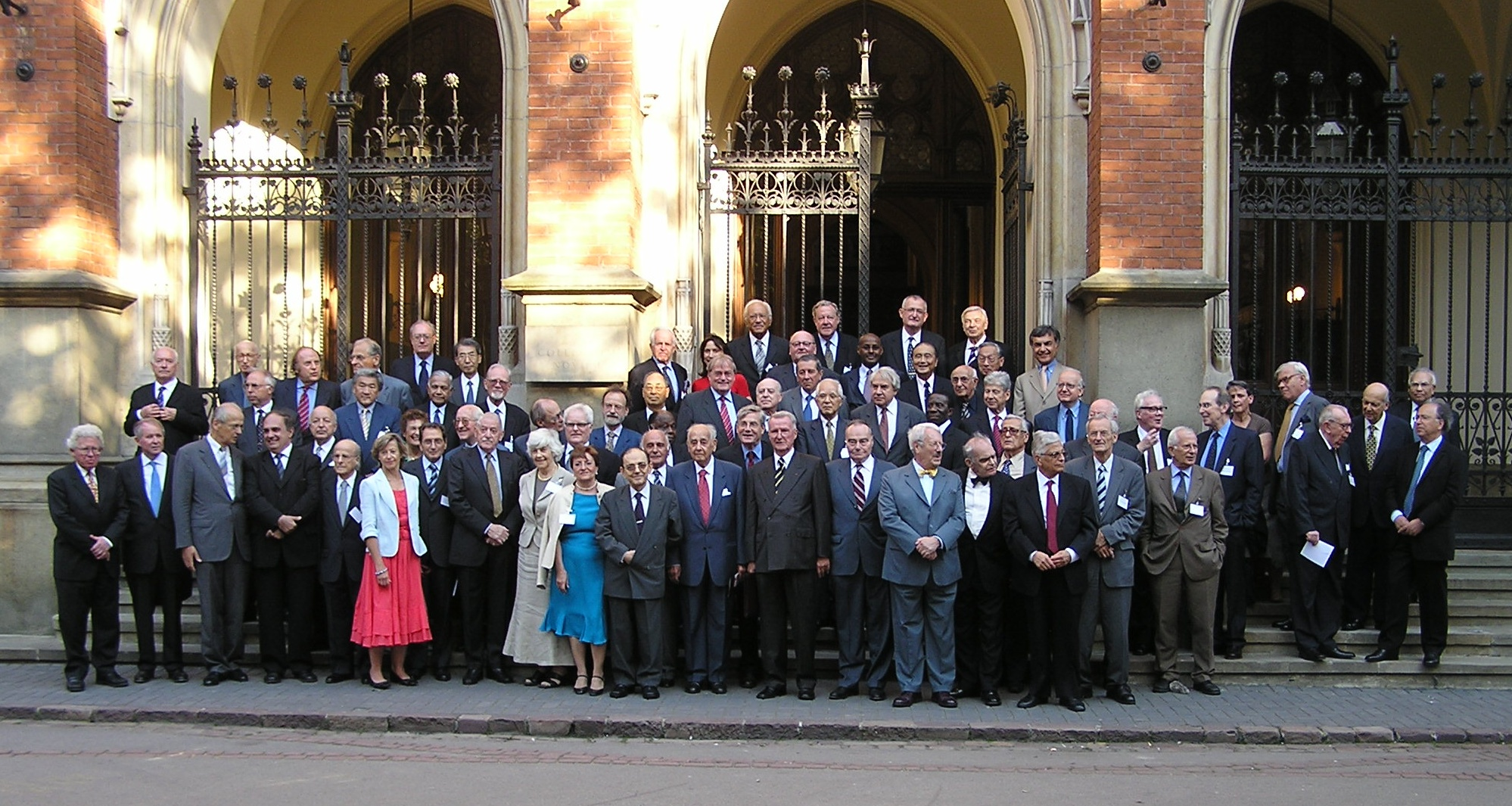
2005年的克拉科夫會議

組織的標志和座右銘

國際法研究院（Institut de droit international，又譯國際法學會）是為國際法研究和發展貢獻的組織。它是私立法人組織，由會員、準會員和榮譽會員組成。其會員是由組織邀請加入，都是在國際法方面有學術成就者，並必須不受政治壓力所左右。其會員遍布全球。
它舉行雙年會議，並會通過建議修改國際法的議案。它不會評論特定事件。
1873年9月8日在比利時成立。1904年獲諾貝爾和平獎。其格言是「正義與和平」（Justitia et Pace）。
截止2005年，這個組織仍很活躍，八月曾在波蘭克拉科夫舉行會議。現在它的總部位於瑞士日內瓦。現時的成員包括著名律師、法學權威和國際刑事法庭的法官。近來組織的決議有州長豁免被起訴的建議以及國家政府對環境破壞的責任。

## 外部連結
- 網站（页面存档备份，存于）
- 1904年諾貝爾和平獎的網頁（页面存档备份，存于）